# Ali Saïdi-Sief
Ali Saïdi-Sief (født 15. marts 1978 i Constantine, Algeriet (arabisk) علي سعيدي سياف) er en algerisk atlet. Han er specialiseret i 1500 meter løb. Han vandt en sølvmedalje i 5000 meter løb under OL i 2000 i Sydney, efter Millon Wolde fra Etiopien. I 2001 blev han testet positiv for nandrolon, og blev udelukket i to år.